# Sapromyza sciomyzina
Sapromyza sciomyzina är en tvåvingeart som beskrevs av Ignaz Rudolph Schiner 1868. Sapromyza sciomyzina ingår i släktet Sapromyza och familjen lövflugor. Inga underarter finns listade i Catalogue of Life.